# Taylor Tomlinson
Taylor Elyse Tomlinson (4 november 1993) is een Amerikaans stand-upcomedian.

## Vroege leven
Tomlinson is geboren in Orange County (Californië) en groeide op in Temecula. Zij en haar drie jongere zussen zijn opgegroeid in een vroom christelijk gezin, wat een prominente rol speelt in haar comedy-routines. Toen Tomlinson acht jaar oud was, is haar moeder overleden aan kanker, waar Tomlinson in haar tweede Netflix show deels over gaat. Haar vader hertrouwde enkele jaren later.
Ze begon met comedy in de kerk toen ze zestien was, nadat haar vader haar had aangemeld voor een stand-up les. In haar stand-up routines heeft ze het erover gehad dat ze verloofd is geweest, maar dat ze later deze verloving heeft afgeblazen. Ze is momenteel in een relatie met komiek Sam Morril.

## Carrière
Op 16-jarige leeftijd begon Tomlinson met stand-up optreden in kerkkelders, schoollocaties en cafes. Ze eindigde in de top tien finalisten in het negende seizoen van NBC 's Last Comic Standing in 2015, en werd door Variety uitgeroepen tot een van de "Top 10 Komieken om op te letten" op het Just for Laughs Festival 2019. Met verschillende routines is ze verschenen in The Tonight Show, Conan en Comedy Central. Tomlinson ontwikkelde in 2017 een sitcom voor ABC, maar die werd niet opgepikt voor een pilot. In een aflevering van de Netflix -stand-up serie The Comedy Lineup in 2018 kreeg ze een 15-minuten durende comedie set. Haar eigen, 1 uur durende Netflix-special, Quarter-Life Crisis, ging in maart 2020 in première. In 2020 toerde ze met collega-komiek Whitney Cummings op de Codependent Tour. Tomlinson maakte verder deel uit van de podcast Self-helpless, samen met comédiennes Kelsey Cook en Delanie Fischer. In 2021 begon ze haar eigen podcast, Sad in the City. Ze werd in december 2021 op de Forbes 30 Under 30-lijst geplaatst.

## Stand-up specials
| Jaar | Titel                                 | Opmerking |
| ---- | ------------------------------------- | --------- |
| 2020 | Taylor Tomlinson: Quarter-Life Crisis | Netflix   |
| 2022 | Taylor Tomlinson: Look At You         | Netflix   |
| 2024 | Taylor Tomlinson: Have It All         | Netflix   |